# Фока (византијски цар)
Флавије Фока (лат. Flavius Phocas), познатији само као Фока, био је источноримски (византијски) цар од 602. до 610. године.
Фока је био родом са Балкана и по византијским изворима, који га редом приказују у негативном светлу, био је полуварварског порекла. У подунавској војсци служио је као центурион, заповедник одреда од стотинак војника, и цар је послао захваљујући побуни војника којима је цар Маврикије 602. наредио да презиме северно од Дунава, на територији коју су контролисали Авари и Словени. Фокином успону су помогли и немири у Цариграду, у којем се, услед несташице хране, подигла побуна против цара. Маврикије и његови синови су побијени, а Фока је тријумфално дочекан од становника престонице.
На вест о погубљењу Маврикија, персијски краљ Хозроје II је објавио рат Царству најављујући да долази да освети свог доброчинитеља. Хозроје је, наиме збачен са персијског престола 591. и на власт се вратио уз Маврикијеву помоћ. Сада је поново заузео делове Јерменије и Месопотамије које је раније препустио византијском цару, а 609. је озбиљно угрозио византијску Сирију.
Након повлачења војске са Дунава, Словени и Авари су наставили своје упаде на Балкан стижући сада до Атине на југу. Тиме су Византинци поново изгубили контролу над Балканом. На почетку владе Фока је уживао извесну популарност у Константинпољу, пошто је, за разлику од Маврикија, снизио порезе. Међутим, врло брзо се показало да је оштрија фискална политика Фокиног претходника у ствари била неопходна у време када је Царство морало да води тешке борбе на Истоку, на Балкану и у Италији. Иронично, иако није допринео потискивању Лангобарда, Фока је уживао популарност у Италији. Равенски егзарх Смарагд је 603. године враћен на своју високу дужност, те је у знак захвалности у Риму, на старом Форуму, подигао стуб са царевом позлаћеном статуом на врху. Фока се и са пуно поштовања односио према папи Гргур I Великом.
У самом Цариграду, као дошљак и представник војних кругова, Фока се убрзо суочио са опозицијом у виду цариградског сената и у редовима деме Зелених. Према својим противницима спровео је сурову одмазду. Најзад се против цара, чија је владавина сматрана неспособном и тиранском, побунио егзарх Картагине Ираклије Старији 608. године, као и неки градови Сирије и Палестине. Одметнути егзарх је затим послао флоту на челу са својим истоименим сином Ираклијем да свргне Фоку. Истовремено, Ираклијев брат од стрица Никита је овладао Египтом и поразио упад Фокиног војсковође Боноса који је управо умирио побуњене градове Истока.
Ираклије је у октобру 610. без борбе упловио у Цариград и затим наводно својом руком убио Фоку. Фокини остаци су разнесени по цариградским улицама и затим спаљени. У византијској традицији Фока је остао упамћен као оличење тиранина и кривац за тежак рат са Персијом који је Ираклије наследио заједно са круном.